# Angewandte Geographie
Die Angewandte Geographie ist keine Teildisziplin des Fachbereichs Geographie, sondern – als angewandte Wissenschaft – eine ergebnisorientierte Arbeitsweise, die sie von der theoretischen, klassifikatorischen und taxonomischen Geographie abgrenzt. Daher ist sie primär der Regionalen (speziellen) Geographie zugeordnet.

## Aufgaben und Arbeitsfelder
Der Begriff knüpft an die gleiche Unterscheidung in den Naturwissenschaften an: zum Beispiel Angewandte Physik, Angewandte Chemie oder Angewandte Botanik; gemeint sind dabei diejenigen Wissenschaftler, die die Fähigkeiten und das Wissen ihres Fachs auch außeruniversitär verwerten, also „praktisch“ anwenden wollen.
Sie steht also primär in Abgrenzung zu Universitätsgeographie und Schulgeographie, und ist das berufliche Profil des Berufsgeographen.
In der Angewandten Geographie geht es um die Nutzung geographischen Wissens und Könnens zur Lösung gesellschaftlicher raumbezogener Probleme. Ein Beispiel sind die Kriminalgeographie oder die Raumplanung.
Unter gesellschaftlichen Problemen werden Aufgaben verstanden, die sich der öffentlichen Hand und der privaten Wirtschaft stellen. Angewandte Geographie besteht also dann, wenn der Anwendungszweck mit dem Erfüllen von Aufgaben zu tun hat, die sich nicht die Geographen selbst stellen, sondern die der Geographie gestellt werden. Bei der Lösung dieser Aufgaben werden ständig die Grenzen zwischen Hochschule und Praxis überschritten. Diese Aufgabenerfüllung ist grundsätzlich nie abgeschlossen, sondern eine Daueraufgabe, die laufende Rückkopplung von Konzepten, Maßnahmen und Ergebniskontrolle verlangt.
Aufgabengebiete der Angewandten Geographie sind etwa:
- Räumliche Planung und Entwicklung
- Ver- und Entsorgung
- Umweltberatung und Ökomanagement
- Technogeographie und Risikoforschung
- Verkehrs- und Mobilitätsforschung
- Touristik und Freizeit
- Statistik und Information

Tätigkeitsbereiche für angewandte Geographen finden sich:
- im Öffentlichen Dienst (Raumplanung)
- im halböffentlichen Bereich: Interessenvertretungen, Ingenieurkonsulenten für Geographie, Sachverständige
- in der Wirtschaft etwa in Technischen Büros, im Verlagswesen und praktischer Kartographie, Wirtschaftsförderung und Marktforschung, Entwicklungszusammenarbeit und Flüchtlingswesen, Wirtschafts- und Politikberatung

## Geschichte
Zur Etablierung des Begriffes im deutschsprachigen Raum am Anfang des 20. Jahrhunderts trug nicht zuletzt die Schriftenreihe Angewandte Geographie. Hefte zur Verbreitung geographischer Kenntnisse in ihrer Beziehung zum Kultur- und Wirtschaftsleben bei. In wechselnden Verlagen (Gebauer-Schwetschke, Halle an der Saale; Keller, Frankfurt am Main sowie Seidel, Wien) erschienen von 1902 bis 1921 insgesamt 51 Bände.

## Berufsverbände/Interessenvertretungen
- Deutscher Verband für Angewandte Geographie, gibt die im Verlag Springer Nature erscheinende Fachzeitschrift Standort heraus.
- Österreichischer Verband für Angewandte Geographie (ÖVAG – organisatorisch ein Teil der Österreichischen Geographischen Gesellschaft ÖGG)[2]
- Schweizerische Gesellschaft für angewandte Geographie[3]